# Eva Gevorgyan
Pour les articles homonymes, voir Gevorgyan.
Eva Gevorgyan (russe : Ева Геворгян, arménien : Եվա Գևորգյան), née le 15 avril 2004 à Moscou, est une pianiste russo-arménienne.

## Biographie
Eva Gevorgyan est née à Moscou. Elle étudie le piano à l'École centrale de musique de Moscou, puis au Conservatoire Tchaïkovski dans la classe de Natalia Trull et à l'École supérieure de musique Reine-Sophie dans la classe de Stanislav Ioudenitch.
En 2019, elle obtient une bourse de l'Académie internationale de musique du Liechtenstein. Elle se perfectionne à l'Académie Internationale de Piano « Lago di Como » en Italie sous la direction de Stanislav Ioudenitch, William Grant Naboré et Dmitri Bashkirov. Elle participe à des master classes dirigées, entre autres, par Paul Badura-Skoda, Pavel Gililov, Grigory Gruzman, Piotr Paleczny et Boris Petrushansky.
Elle se produit dans de nombreux festivals, dont le Verbier Festival, le Festival international Chopin de Duszniki-Zdrój ou le Music Fest Perugia. Elle collabore avec de nombreux ensembles, tels que l'Orchestre du Théâtre Mariinsky, l'Orchestre symphonique de Dallas, l'Orchestre national russe et des chefs d'orchestre, dont Valery Gergiev, Vladimir Spivakov, Vasily Petrenko et Lawrence Foster.
En 2021, elle est finaliste au XVIIIe Concours international de piano Frédéric-Chopin.

## Récompenses
- Concours International de Piano Giuliano Pecara à Gorizia (2016) – Grand Prix
- Concours international de piano Robert Schumann à Düsseldorf (2017) – 1er prix
- Concours international de piano à queue à Moscou (2018) – cinq prix spéciaux
- International Piano Competition for Young Artists in Cleveland (2018) – 1er prix et prix spécial pour la meilleure interprétation d'une pièce de Bach
- Concours international de piano Van Cliburn à Dallas (2019) – 2e prix et prix de la presse
- Concours international de musique de Chicago (2020) - Grand Prix et prix spécial pour la meilleure interprétation d'une pièce de Chopin
- Prix dans la catégorie « Découverte de l'année », dans le cadre du programme International Classical Music Award (2019)[2]
- Bourse du Ruhr Piano Festival (Klavier-Festival Ruhr), choisie par Evgeny Kissin (2020)[6]
- Titre de « Young Yamaha Artist » (2021)[7]